# Adriaen Rosa

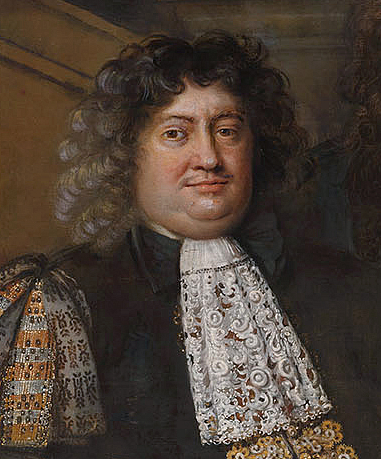
Adriaen Rosa, baljuw en schout van Den Haag

Mr. Adriaen Rosa (Den Haag, 1618 –  Den Haag, 6 februari 1689), was vroedschap, schepen, baljuw en schout van Den Haag.

## Biografie

### Afkomst
Mr. Adriaen Rosa was de zoon van  zoon van Cornelis Rosa en Cornelia van Hoogheveen. Vader Cornelis werkte als  secretaris van het Hof van Holland voor raadsheer Mr. Johan de Cocq.

### Loopbaan

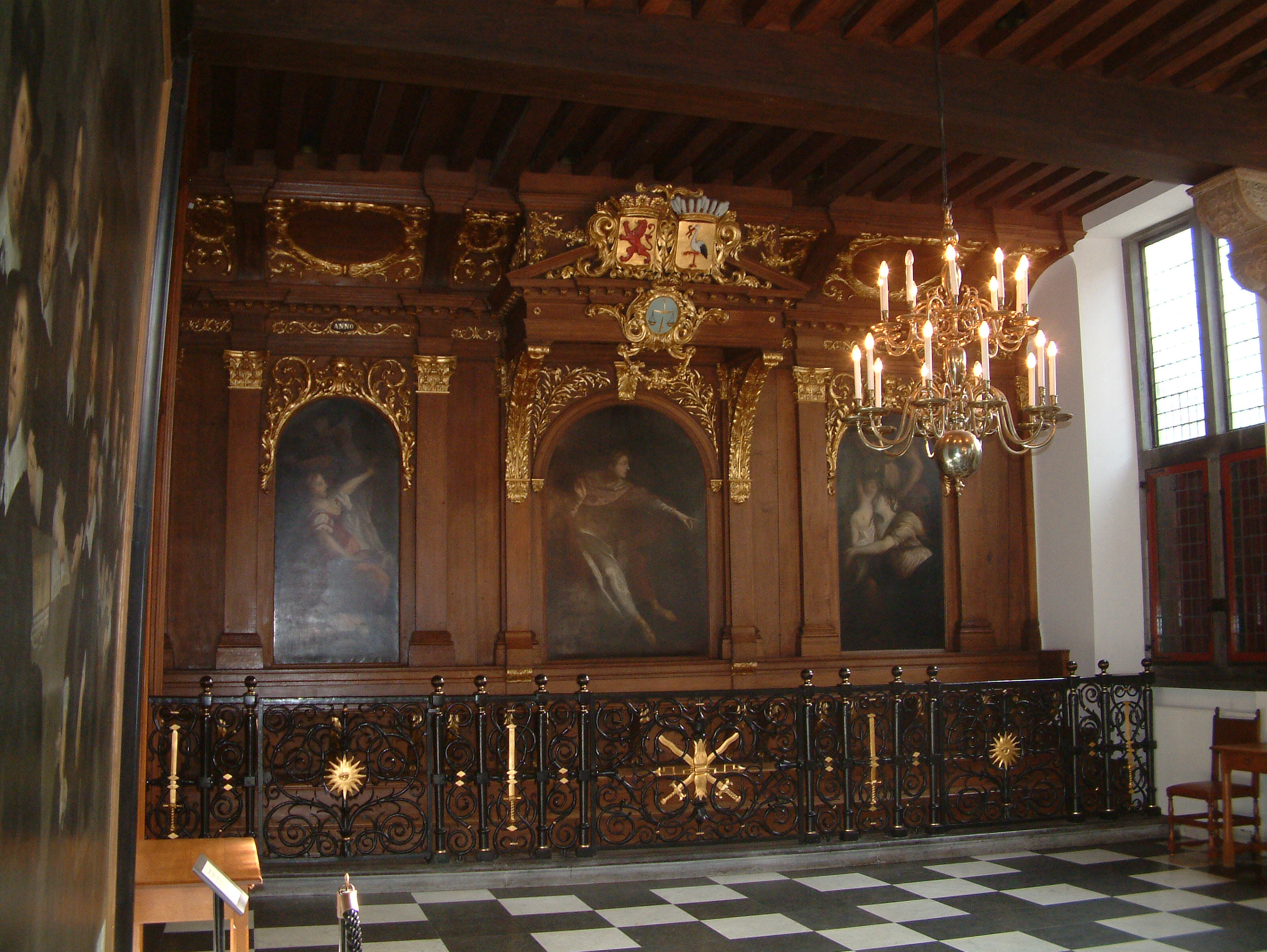
De Haagse vierschaar, waar Adriaen Rosa als schout werkzaam was.

Adriaen Rosa kwam uit een aanzienlijke familie. Zijn grootvader Pieter Rosa was burgemeester van Vlissingen. Een ander familielid van Adriaen, Mr. Hendrik Rosa was in 1619 raadsheer in de bijzondere generaliteits-rechtbank, opgericht voor het proces wegen hoogverraad tegen Johan van Oldenbarnevelt en enkele andere aangeklaagden. De broer van Adriaen, Johannis Rosa (1625-1702), was schepen en burgemeester van Den Haag. Verscheidene familieleden waren getrouwd met leden uit het voorname regentengeslacht Fagel.
Het was dus niet verwonderlijk dat Adriaen Rosa een goede baan kreeg. In 1667 werd Rosa benoemd in de Haagse vroedschap. In de jaren 1668 – 1669 dient Rosa als schepen van dezelfde plaats, collega-schepen is de later als baljuw berucht geworden Johan van Banchem. In 1669 werd hij benoemd als commies (ambtenaar) voor de Staten-Generaal. In 1681 werd Rosa door de Staten van Holland en West-Friesland benoemd als baljuw en schout van Den Haag en blijft dat tot zijn dood in 1689. Op het moment van de benoeming was zijn broer Johannis burgemeester, waarnemend baljuw én een van de personen die hem voor deze functie hadden voorgedragen. Uit die tijd zijn niet veel gegevens bekend over Adriaens functioneren als baljuw en schout. Echter, na zijn overlijden werd Adriaen Rosa beschuldigd van corruptie. Personen die waren betrapt op een bezoek aan prostituees zouden veelvuldig door hem geld afhandig zijn gemaakt. Daarnaast zou hij een rol hebben gespeeld bij het in die positie geraken van die mensen. Het bezoek aan hoeren stond in die tijd gelijk aan overspel, en werd gezien als een schandelijke daad. Rosa deed er het zwijgen toe tegen een behoorlijke vergoeding, was de beschuldiging. In het “Lyck-dicht op den Bailliu Rosa” werd hij in woorden aangeklaagd die in de Haagse geschiedenis alleen worden overtroffen aangaande baljuw Johan van Banchem (1615-1694), die toentertijd gold als de meest corrupte en gehate Haagse bestuurder ooit. Echter, in tegenstelling tot Rosa werd Van Banchem wel vervolgd wegens corruptie. 
Het anonieme pamflet schrijft onder meer over Rosa: 

Den Paus van 't Hoerendom, die soo naar Bachus dorste,

Swelt, als een Pad, van Wyn, door Warer-sugt by borste,

Hy leefde als een Hond; dien Haagschen Beul en Bul,

Roe nu in 'r Graf: daar lege dien afgenukren crul.

### Privéleven
Over het privéleven van Rosa zijn weinig gegevens bekend. Rosa deed aan kaatsen, een balsport. Hij zou nooit trouwen, net als zijn broer Johannis. Adriaen Rosa was een vriend van de schrijver Aernout van Overbeke, die hem onder andere noemt in zijn “Burleske Reisbrieven”. Zo verwijst hij naar hem als hij schrijft: “(…) Nu is het mijn beurt, en ick ben mafoij nu al so swart als Adriaen Rosa, Bornius of Spronssen mag zijn (...)” Met swart wordt bedoeld: gebruind door hun verblijf op de kaatsbaan.

## Trivia

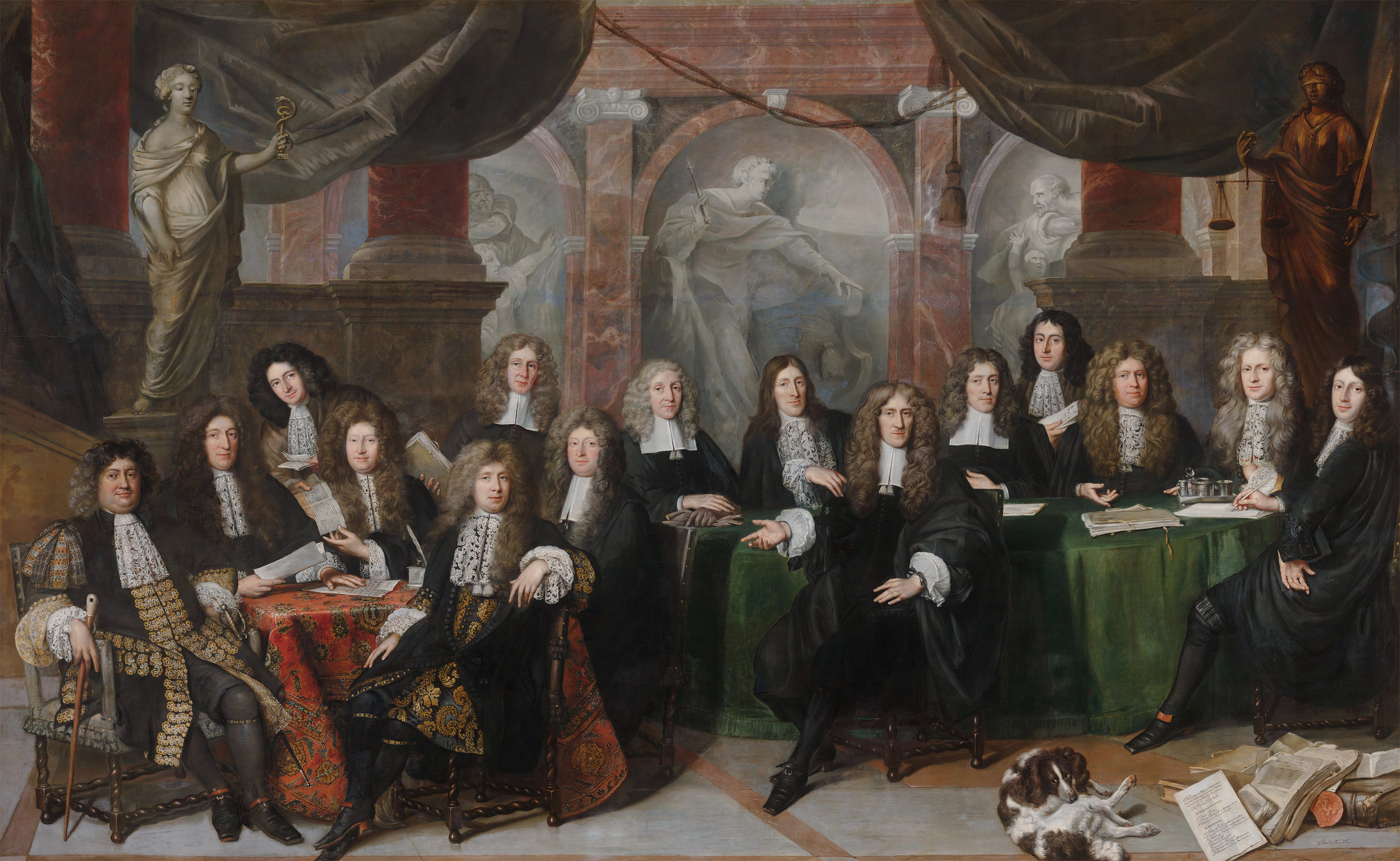
Adriaen Rosa zit uiterst links, vooraan, afgebeeld op dit schilderij uit 1682 van Jan de Baen

- Rosa staat afgebeeld op een magistraatsschilderij van Jan de Baen uit 1682.